# Félix Gustave Saussier
Félix Gustave Saussier, född den 16 januari 1828 i Troyes, död den 19 december 1905 på slottet Thimecourt i Luzarches (departementet Seine-et-Oise), var en fransk militär.
Saussier hade under fransk-tyska kriget 1870-71 befälet över 41:a infanteriregementet, tillfångatogs vid Metz, men lyckades fly och inträdde vid Loirearmén som brigadgeneral. Han fick därefter som sådan kommando i Algeriet, men avsattes 1873 av den monarkistiskt sinnade regeringen, när han som deputerad uttalade sig för republikanska grundsatser. År 1876 ingick han åter i armén som brigadgeneral. Saussier blev 1878 divisionsgeneral och 1879 armékårchef. År 1881 utnämndes han till högste befälhavare i Algeriet och förde som sådan överbefälet under expeditionen till Tunis. År 1884 blev han militärguvernör i Paris, från vilken befattning han 1886 fick avsked på grund av en uppkommen tvist med general Boulanger. På allmänna opinionens fordran återinsattes han dock snart i sin befattning och utnämndes till vice president i högsta krigsrådet. Han erhöll avsked från aktiv tjänst 1898, dock med bibehållande av sistnämnda befattning, vilken han lämnade först 1903. Saussier ansågs som en av arméns allra mest framstående officerare och lär ha varit utsedd till dess högste befälhavare i fält.